# Rye Brook
Rye Brook – wieś w Stanach Zjednoczonych, w stanie Nowy Jork, w hrabstwie Westchester.